# Basil Spalding de Garmendia
Basil Spalding (Spaulding) de Garmendia (ur. 28 lutego 1860 w Baltimore, zm. 9 listopada 1932 w Saint-Raphaël) – amerykański tenisista, medalista letnich igrzysk olimpijskich.
Na letnich igrzyskach olimpijskich w Paryżu w 1900 roku zajął piąte miejsce w grze pojedynczej mężczyzn. W grze podwójnej mężczyzn zdobył medal srebrny, grając w parze z Francuzem Maxem Décugisem. W chwili zdobycia medalu olimpijskiego liczył sobie czterdzieści lat.